# Kvarteret Ulysses

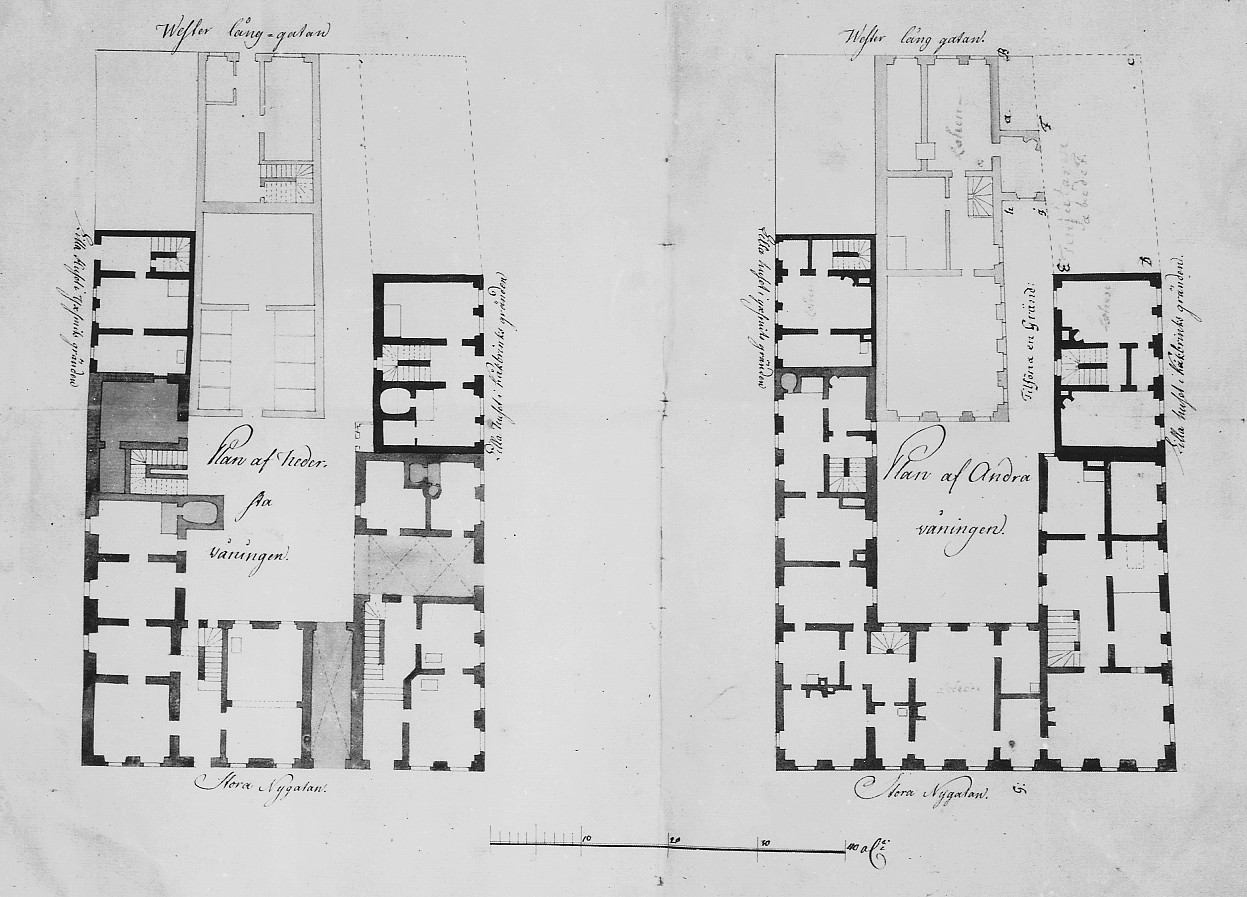
Byggnader i kvarteret Ulysses 1762 (norr är till vänster).

Kvarteret Ulysses är ett kvarter i Gamla stan, Stockholm. Kvarteren omges av Yxsmedsgränd i norr, Stora Nygatan i väster, Kåkbrinken i söder och Västerlånggatan i öster. Kvarteret består av fem fastigheter där Ulysses 1 motsvarar Stora Nygatan 21. I kvarterets sydvästra del (Stora Nygatan 21) ligger Loheska huset, uppkallat efter brukspatronen Johan Lohe som var fastighetsägare efter 1690-talet. Bland senare fastighetsägare märks grosshandlaren och tidningsmannen Lars Johan Hierta och dennes svärson, professor Gustaf Retzius.

## Namnet
Nästan samtliga kvartersnamn i Gamla stan tillkom under 1600-talets senare del och är uppkallade efter begrepp (främst gudar) ur den grekiska och romerska mytologin. Ulysses är den latinska namnformen för den grekiske sagohjälten Odysseus. Han är huvudpersonen i Homeros hjältedikt som efter honom bär namnet Odysséen.

## Kvarteret

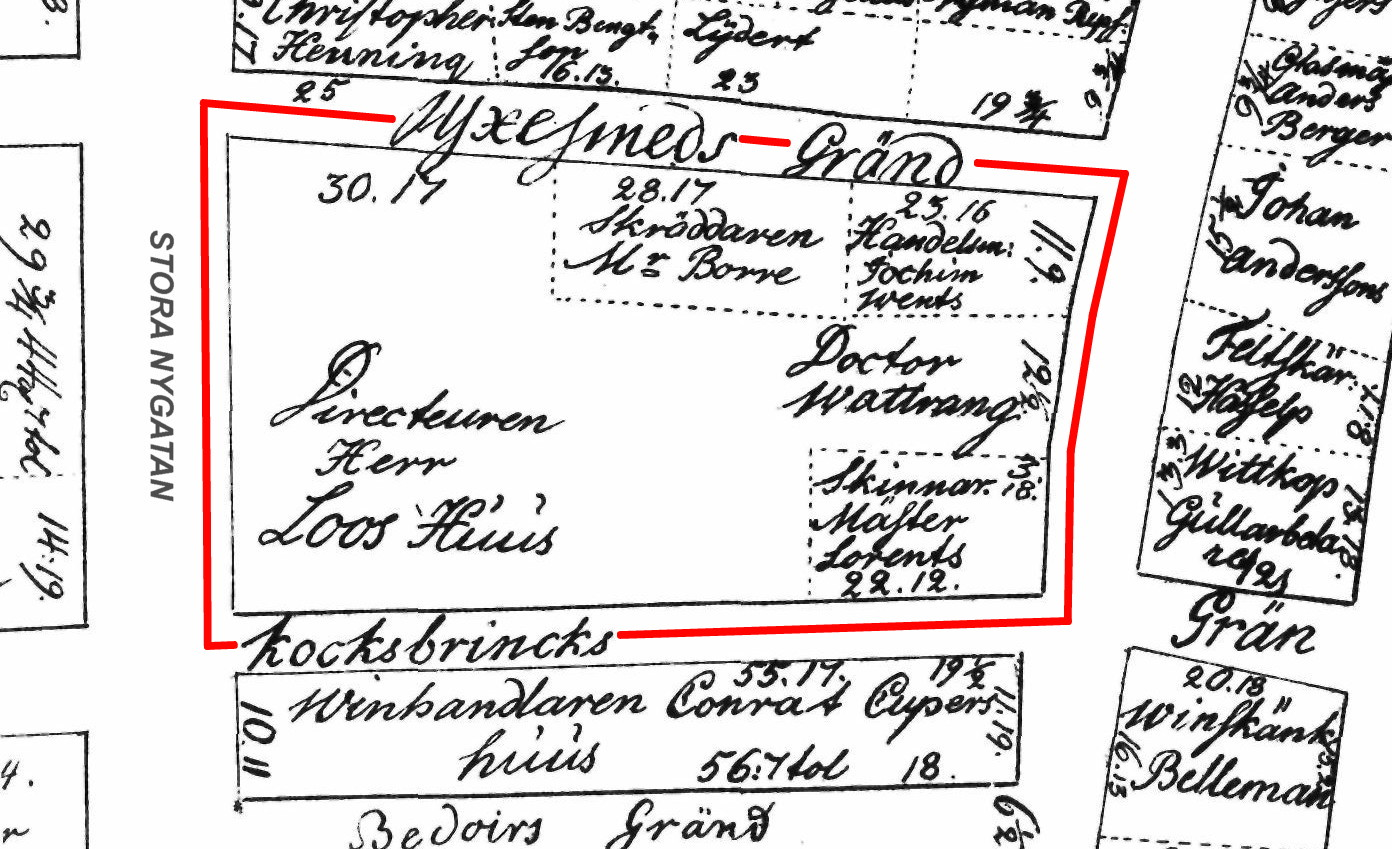
Tomtkarta över kvarteret Ulysses 1693.

På 1600-talets början var kvarteret delat av en smal gränd. Området förstördes delvis i den Stora branden 1625. Brandgränsen gick längs med kvarteret och dess förlängning västerut ner till Mälaren samt parallellt med Västerlånggatan söderut.
Ulysses 5 (mellan Västerlånggatan 30 och 32) är hopbyggt med en grändöverbyggnad mot grannkvarteret Iphigenia. Enligt Björn Hasselblad (Stockholmskvarter) borde här Göran Yskemes i början på 1600-talet, det var han som gav namn åt Yxsmedsgränden. När gränden fick sin överbyggnad är dock oklart. På tomtkartan från 1693 är den inte redovisad.
Ulysses 4 (Västerlånggatan 36) hade en liknande överbyggnad, över gränden som ursprungligen delade kvarteret. En liten del av den forna gränden existerar fortfarande i form av en smal bakgård mellan Ulysses 4 och 5. Överbyggnaden härrör troligen från 1500-talet. I en kammare där påträffades en polykrom väggmålning som kunde dateras till 1500-talets andra hälft. Motivet med rosor och frukter har stora likheter med en liknande målning i ett av tornrummen på Åbo slott.

## Loheska huset

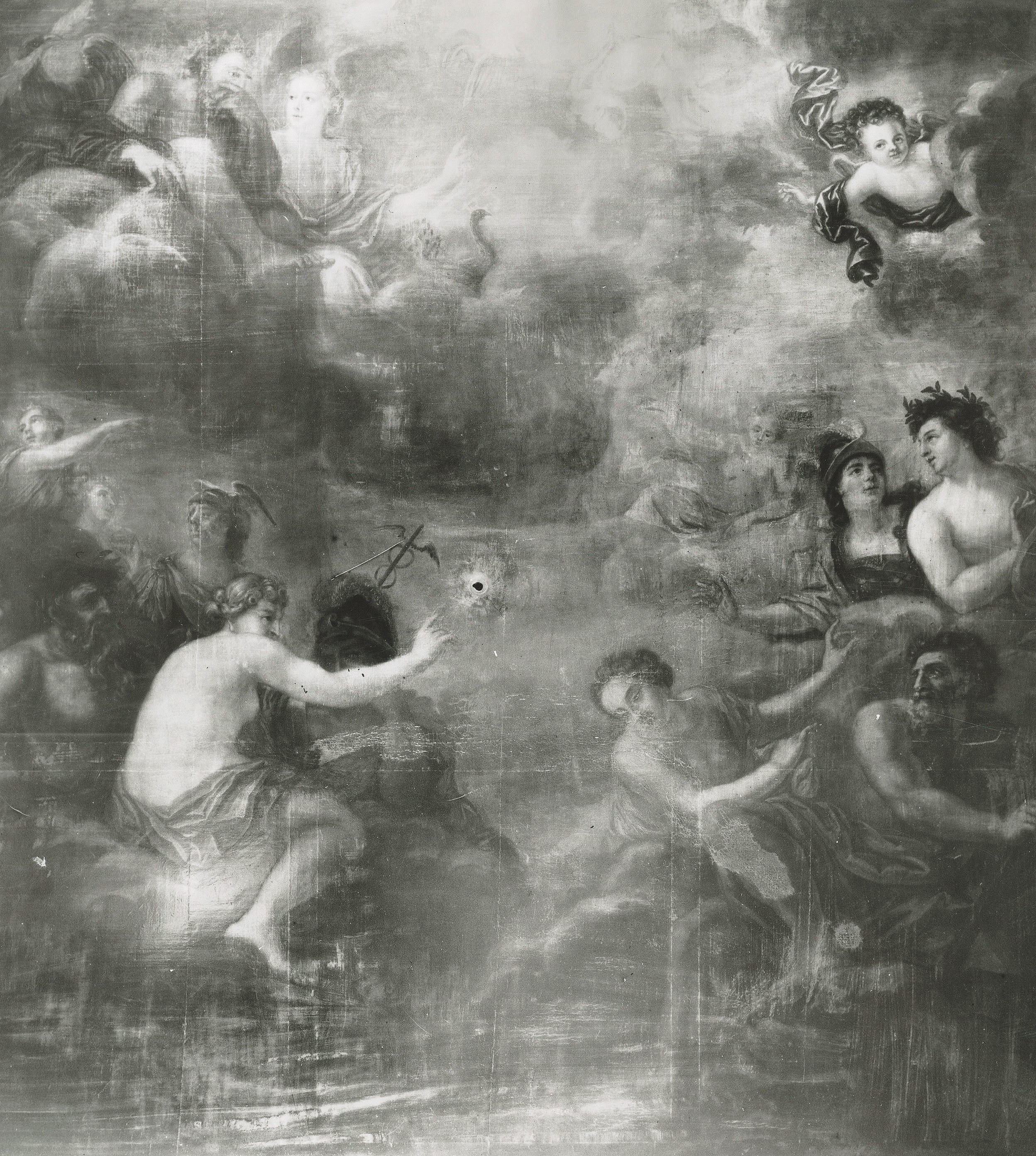
Takmålning i salongen på våning 1 trappa, Stora Nygatan 21B år 1938.

Nästan hela kvarteret Ulysses ägdes sedan 1690-talet av brukspatronen Johan Lohe. Han härstammade från Tyskland och gjorde sig en förmögenhet med brukshantering, handelshus, skeppsfart och bankrörelse. Det Loheska huset upptog hela sydvästra kvarteret mellan Yxsmedsgränd, Stora Nygatan och Kåkbrinken. På tomtkartan från 1693 är det utmärkt som Directeuren Herr Loos Huus. Efter Johan Lohes död 1704 förvärvade hans hustru Anna Blome även huset i kvarteret Tritonia, Lilla Nygatan 5, där den berömda Loheskatten upptäcktes 1937 av två byggarbetare.
Av tomtkartan från 1748 och planritningar från 1762 framgår att fastigheten Ulysses 1 bestod av flera separata, hopbyggda hus med egna trappuppgångar, grupperade kring en innergård, som var en rest av den ursprungliga gränden. Infarten ordnades från Stora Nygatan genom en portgång och från Västerlånggatan genom ett numera igensatt valv. På gården fanns ett stenstall. Som ägare anges både Lohes arvingar och Johan Lohes son, kammarherren Conrad Lohe (1685-1763).
År 1762  beboddes ett av husen av Johan Lohes dotter, Hedvig Lucia (1684-1770), änka efter landshövdingen Adam Leijel.  På Jonas Brolins karta från 1771 kallas fastigheten Lohe Burenschöldska huset efter Fale Henrik Lohe-Burensköld (1739-1779).

## Husets vidare öden
| Ulysses 1, Stora Nygatan 21 år 1900 och innergården år 1946. |  | Ulysses 1, Stora Nygatan 21 år 1900 och innergården år 1946. |
| Ulysses 1, Stora Nygatan 21 år 1900 och innergården år 1946. |  |                                                              |

Sedan 1800-talets mitt ägdes fastigheten av grosshandlaren, förläggaren och tidningsmannen Lars Johan Hierta. Han hade här sin förlagsexpedition och sin grosshandlarfirma som var ombud för Liljeholmens stearinfabrik, R.T. Gullbergs Svavelsyrafabrik och Munksjö Pappersbruk. Bland hyresgästerna fanns skalden Carl Jonas Love Almqvist. År 1839 blev han medarbetare i Hiertas Aftonbladet, och kom därefter nästan uteslutande att arbeta som journalist och författare. Härifrån flydde han den 1 juni 1851 bekymren i Sverige och for till USA.
Från 1847 till 1861 bodde journalisten Wendela Hebbe i en liten hörnlägenhet i fastigheten Ulysses 1 (Stora Nygatan 21). Innan dess hade hon sitt hem på Lilla Nygatan 8. Även hon var verksam på Aftonbladet, som hade sina redaktion och tryckeri i närbelägna kvarteret Palamedes. I sin lägenhet på Stora Nygatan höll hon litterär salong, och blev snabbt omsvärmat av stadens kulturpersonligheter, bland dem chefredaktören för Aftonbladet, Lars Johan Hierta, som hon fick två utomäktenskapliga söner ihop med.
I samband med en ombyggnad av fastigheten 1904 uppges fröken Hedvig Hierta, Lars Johan Hiertas dotter, och professor Gustaf Retzius, Lars Johan Hiertas svärson som ägare och byggherre. Efter Hedvig Hierta död 1910 är Gustaf Retzius ägare och efter dennes död 1919 innehas fastigheten av hans hustru Anna Retzius, född Hierta. Hon avled 1924 och 1926 står Svenska vetenskapsakademien och köpmannen Georg Sörman som ägare. Sörman hade sedan 1916 en hvitvaru-, väfnads- och trikåaffär i huset och öppnade sedermera sin herrekiperingsbutik vid Sankt Eriksgatan 42 som fortfarande existerar och som drivs i fjärde generation.

## Ombyggnader
Nuvarande höga butiksfasad mot Stora Nygatan 21 (Ulysses 1) med gjutjärnspilaster mellan skyltfönstren tillkom 1894 respektive 1904 och ritades av arkitekt E. Eriksson. Samtidigt skapades butiksfasaden mot Västerlånggatan 32 (Ulysses 5) efter ritningar av arkitektfirman Dorph & Höög. Även här användes gjutjärn i fasaden vilket blev ett populärt gestaltningsgrepp i slutet av 1800-talet.
Av totalt 36 gjutjärnsfasader som ingick i en inventering av Stockholms stadsmuseum finns 25 längs Västerlånggatan, som var fram till början av 1900-talet Stockholms främsta affärsgata. De första gjutjärnskolonner kom till användning 1863 i kvarteret Cephalus och de sista 1904 i kvarteret Ulysses.
Ulysses 1 moderniserades 1928 av byggmästare Erik Brolin, då installerades bland annat toaletter i varje lägenhet. Ytterligare moderniseringar och hopslagningar av lägenheterna följde 1972, 1980 och 1984.

## Nutida bilder

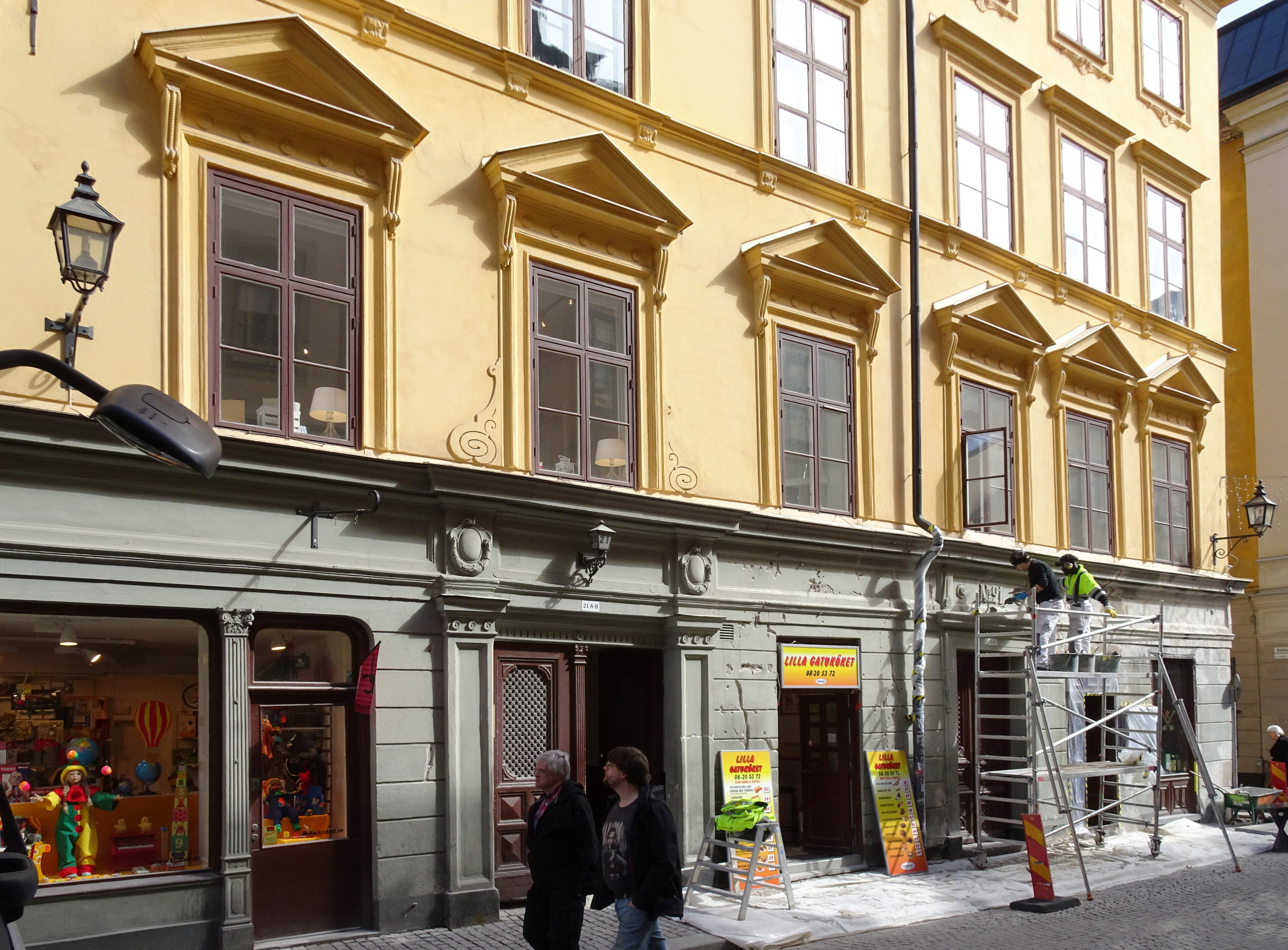
Ulysses 1, Stora Nygatan 21
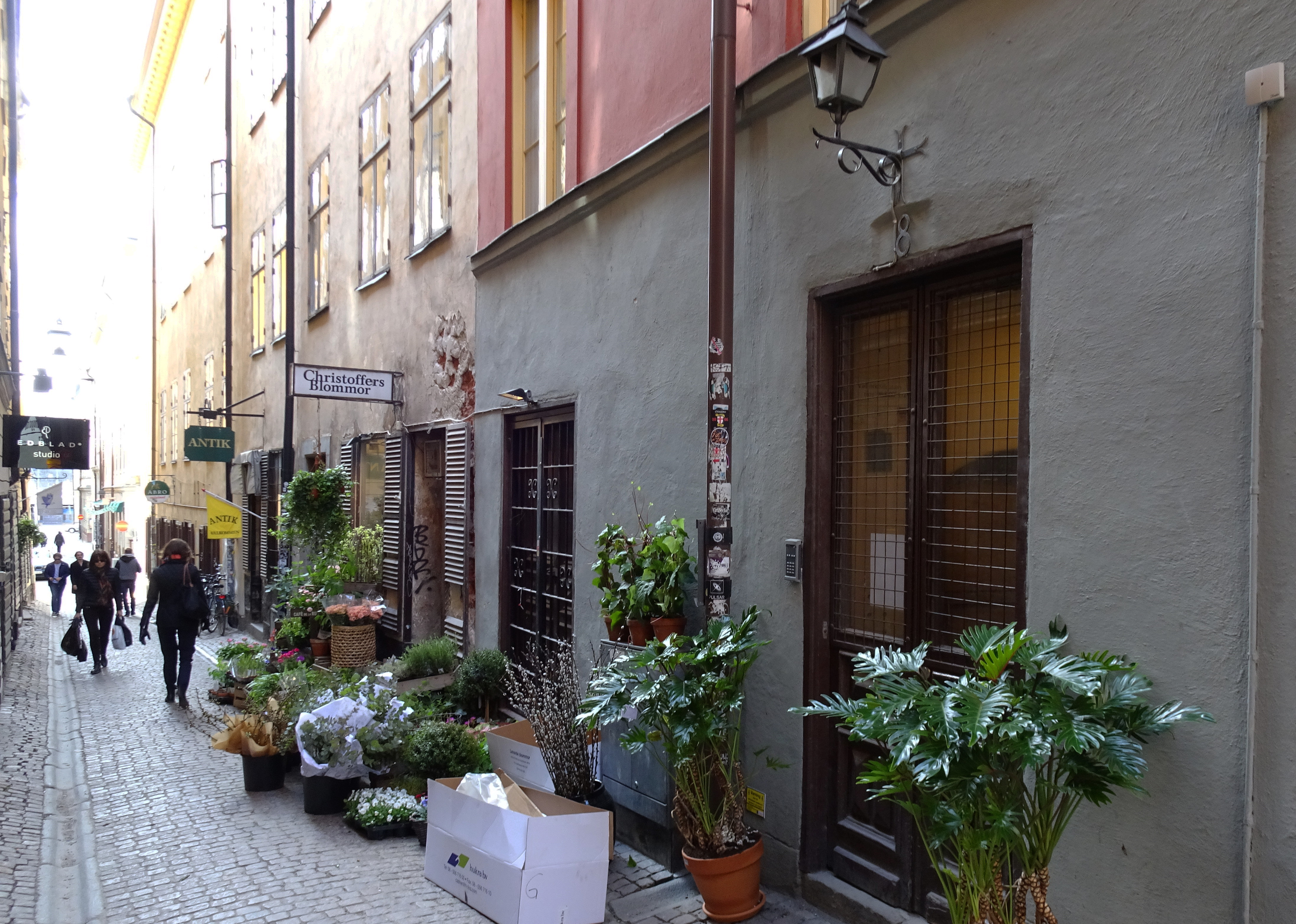
Ulysses 4, 2, 1, Kåkbrinken
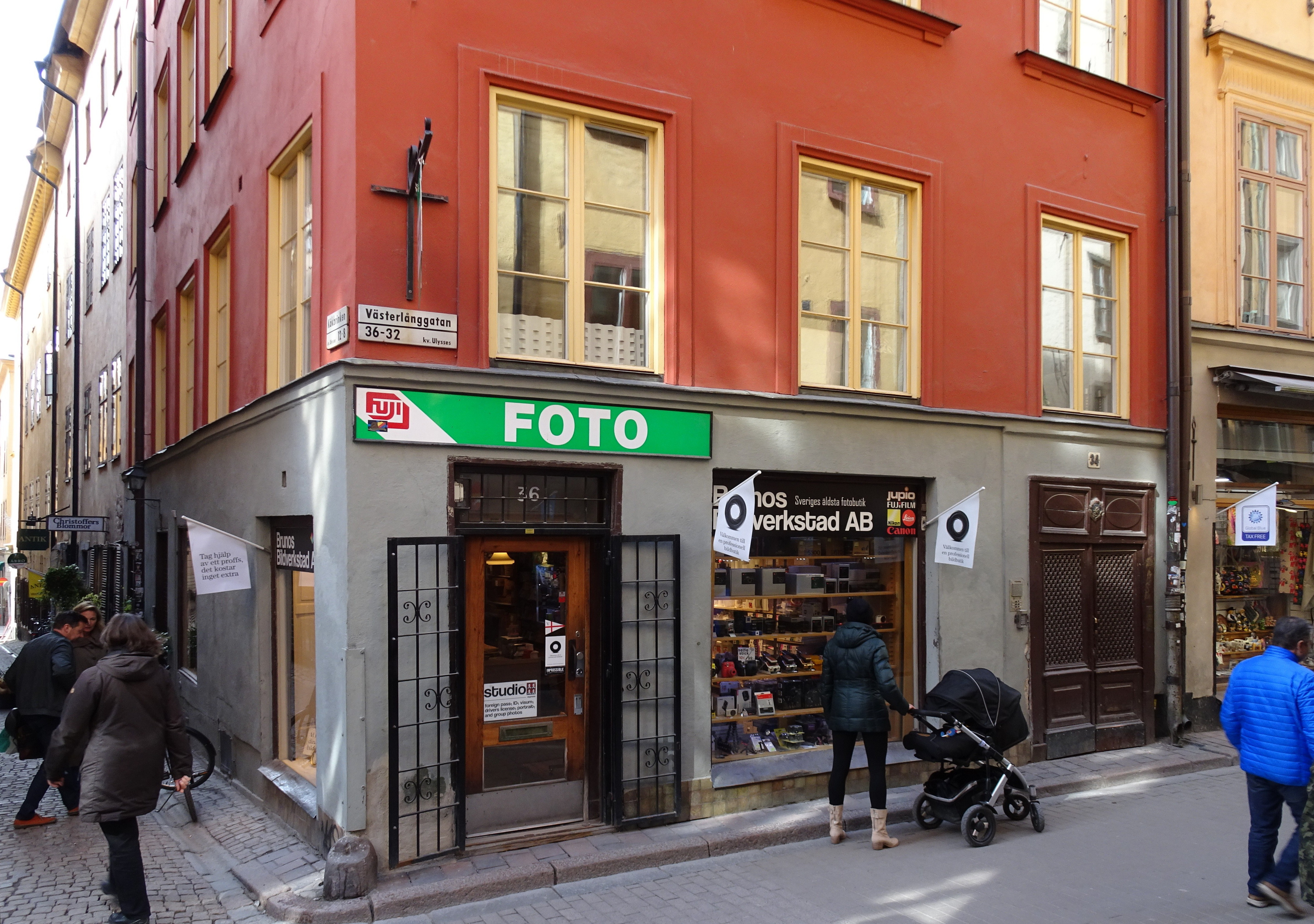
Ulysses 4, Västerlånggatan 34-36
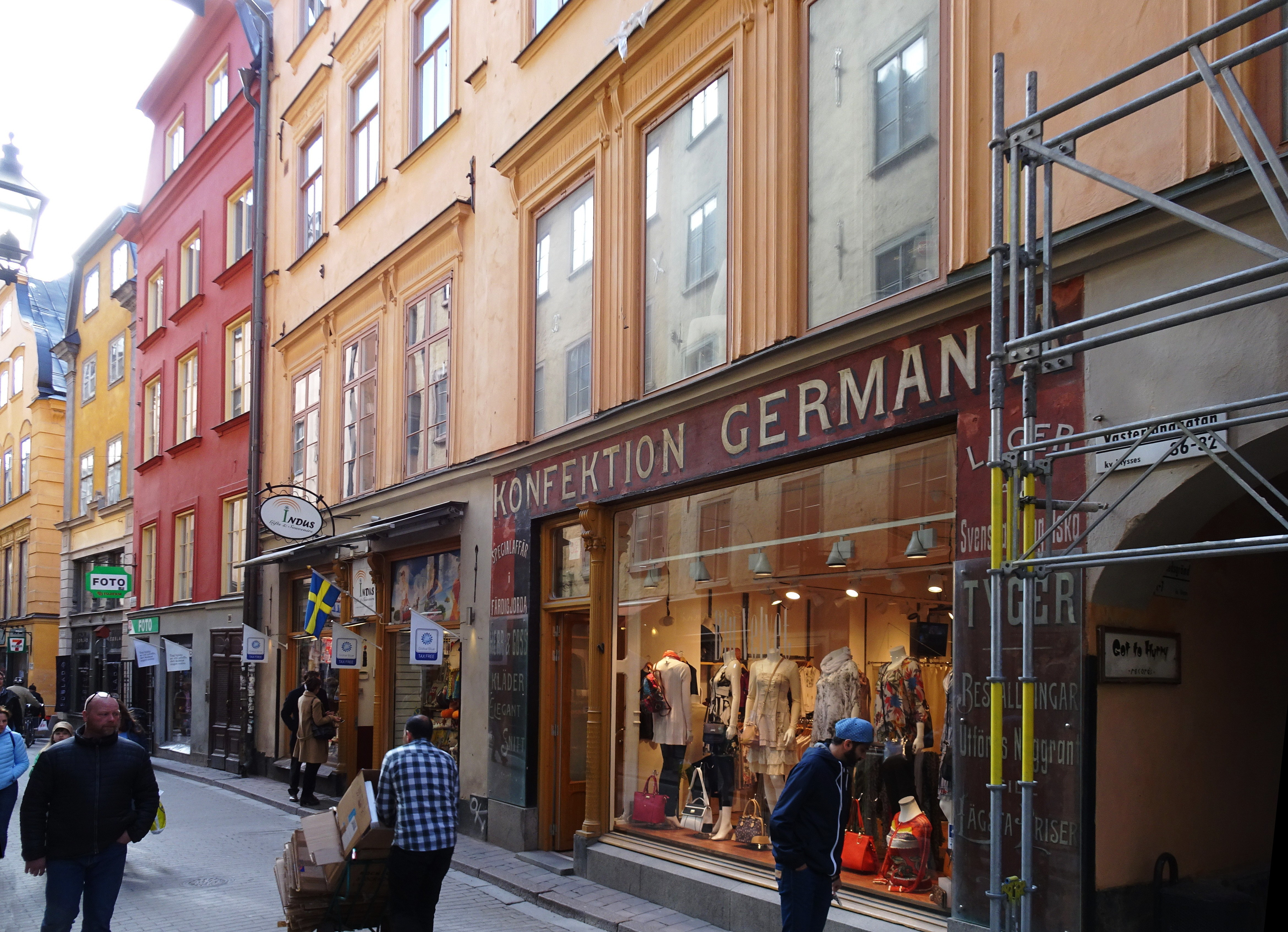
Ulysses 5, 4, Västerlånggatan 32-36